# Berbérati
Berbérati  este un oraș  în partea de est a Republicii Centrafricane. Este reședința prefecturii  Mambéré-Kadéï.